# Jaera (Jaera) nordmanni
Jaera (Jaera) nordmanni là một loài chân đều trong họ Janiridae. Loài này được Rathke miêu tả khoa học năm 1837.